# マーティン・イェッター
マーティン・イェッター（Martin Jetter、1959年 - ）は、ドイツ出身のエンジニア・ビジネスマン。ドイツIBMでジーメンス社担当ゼネラルマネージャーなどを務めたのち、ドイツIBM社長、IBM本社戦略担当副社長などを歴任して、日本IBMの代表取締役社長を経て、同社取締役会長。

## 学歴
ドイツのシュトゥットガルト大学工学部卒業後、同大学の機械工学科で修士号を得た。

## 職歴
1986年にドイツIBMへアプリケーション・エンジニアとして入社し、1999年からドイツ・オーストリア・スイスIBMのインダストリアル事業部担当マネージャー、2001年からドイツIBMのジーメンス社担当ゼネラルマネージャーなどを経て、2006年からドイツIBMの社長、2011年からIBM本社戦略担当副社長などを歴任した。2012年5月日本IBMの社長。2015年会長。2019年退任。